# ウル・バウ

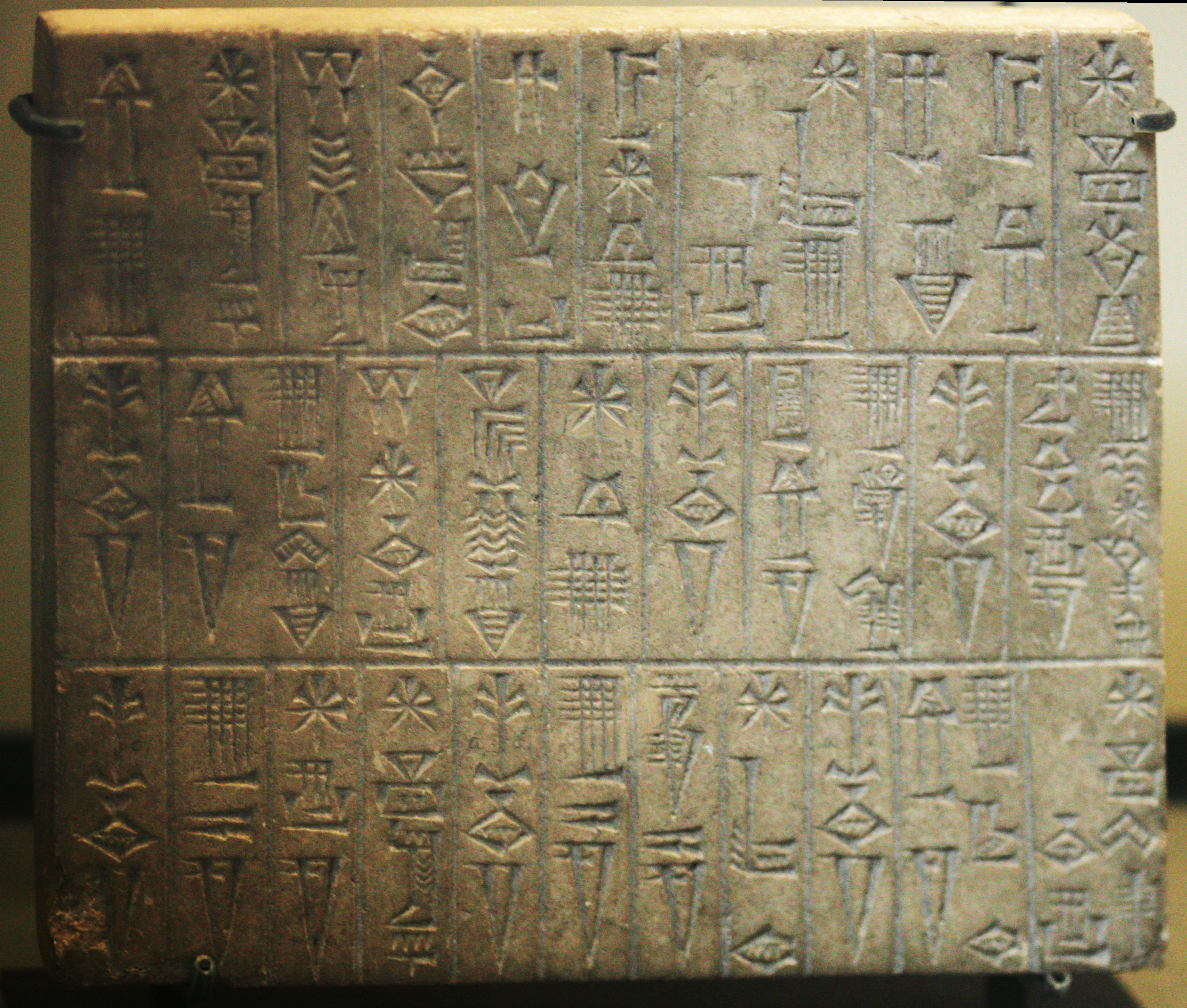
ウル・バウ

ウル・バウ（Ur Bau）は、古代メソポタミアの都市国家ラガシュの王。ウルババと表記されている場合もある。

## 来歴
グティ人の侵入でアッカド帝国が弱体化し、メソポタミアの政局が混乱した時代にラガシュの王となった。彼は親グティ的な政策を採用し、グティ人に貢納を納めてその圧力を回避することに努めた。これによってラガシュは同時代の他の国々と異なり、戦乱による破壊を免れた。
他方で自分の娘エナネパダをウル市の巫女の長とするなど、南部シュメールの国々を外交工作によって影響下に納め、その治世の間にウルク市を除く南部シュメールの大半を傘下に納めることに成功した。彼の治世によってもたらされた安定は、次代王以降のラガシュの繁栄に結びついていく。
ウル・バウは熱心に自分の娘と有力者を結婚させており、ウル・バウ以降の5人のラガシュ王のうち、3人は彼の娘婿である。死後、娘の一人ニナッラと結婚したグデアが王位を継いだ。